# بلبل رمادي
بلبل رمادي (الاسم العلمي: Hemixos flavala) هو نوع من فصيلة بلبل.